# Jylhänrinteen metsä
Jylhänrinteen metsä este o arie protejată (arie specială de conservare — SAC, sit de importanță comunitară — SCI) din Finlanda întinsă pe o suprafață de 8 ha, integral pe uscat.

## Localizare
Centrul sitului Jylhänrinteen metsä este situat la coordonatele 62°39′20″N 24°53′29″E / 62.6556°N 24.8914°E.

## Înființare
Situl Jylhänrinteen metsä a fost declarat sit de importanță comunitară în mai 2002 pentru a proteja un număr necunoscut de specii din flora spontană și fauna sălbatică aflate în arealul zonei. Situl a fost protejat și ca arie specială de conservare în aprilie 2015.

## Biodiversitate
Situată în ecoregiunea boreală, aria protejată conține 2 habitate naturale: Taiga vestică, Mlaștini împădurite.
La baza desemnării sitului se află un număr nedeclarat de specii protejate.
Pe lângă speciile protejate, pe teritoriul sitului au mai fost identificate 1 specie de păsări.